# ジョン・ブライ (第6代ダーンリー伯爵)
第6代ダーンリー伯爵ジョン・スチュアート・ブライ（英語: John Stuart Bligh, 6th Earl of Darnley, DL 1827年4月16日 - 1896年12月22日）は、イギリスの貴族、軍人。1831年から1835年まではクリフトン卿（Lord Clifton）と称した。

## 略歴
エドワード・ブライ（1827年当時はクリフトン卿の儀礼称号を名乗っていたが、1831年に第5代ダーンリー伯爵となる）、その妻エマ・ジェーン（初代コングルトン男爵ヘンリー・パーネルの娘）の長男として生まれる。父が1835年に死去したため、わずか7歳で襲爵した。
1845年5月15日、オックスフォード大学クライスト・チャーチに入学。1848年に文学士号（B.A. Bachelor of Arts）、1869年に文学修士号（M.A. Master of Arts）を取得。
1848年7月24日、ウェスト・ケント義勇農騎兵連隊コバム騎兵中隊に入隊し、大尉として任官される。1859年4月18日に少佐に、1863年4月28日に中佐に進級。1874年9月9日に退役した。
1847年9月3日にケント副統監となった。
1876年時点でミーズ県に21,858エーカーの領地を所有しており、領地の価値は年収18,186ポンド相当だった。
1896年に69歳で死去。爵位は長男のエドワードが継承した。

## 家族
1850年8月31日、第3代チチェスター伯爵ヘンリー・ペラムの長女、ハリエット・メアリー嬢と結婚。以下8人の子宝に恵まれた。
- エドワード閣下（1851年 - 1900年） - 第7代伯爵
- イーディス・ルイーザ・メアリー嬢（1853年 - 1904年） - ジョージ・ラシュリーと結婚
- キャスリーン・スーザン・エマ嬢（1854年 - 1928年） - ウィリアム・ヴィージー・ブラウンロウと結婚
- イーヴォ（英語版）閣下（1859年 - 1927年） - 第8代伯爵
- アリス・イサベラ・ハリエット嬢 (1860年 - 1943年)
- アーサー・フレデリック・ペラム閣下 (1865年 - 1924年)
- メアリー・ローズ・フローレンス嬢 (1868年 - 1896年)
- コンスタンス・ヴァイオレット・ルーシー嬢 (1869年 - ？) - ウィリアム・シェイクスピア・チルド＝ペンバートンと結婚